# Beli doł
Beli doł (bułg. Бели дол) – wieś w południowej Bułgarii, w obwodzie Chaskowo, w gminie Iwajłowgrad. Obecnie miejscowości tej nikt nie zamieszkuje.